# 제13회 부산국제영화제
제13회 부산국제영화제는 2008년 10월 2일부터 2008년 10월 10일까지 열린 영화제이다. 부산에서 개최되었다.

## 수상

### 뉴 커런츠상
- 무방비 - 이치이 마사히데 수상
- 허수아비들의 땅 - 노경태 수상
- 100 - 크리스 마르티네즈
- 6월 이야기 - 오 나타폰
- 국경일 - 한다교
- 날고 싶은 눈 먼 돼지 - 에드윈
- 노인의 바다 - 라제쉬 쉐라
- 도서관 할아버지 - 카님벡 카심베코프 외 1명
- 독 - 김태곤
- 빈 의자 - 사만 에스테레키
- 안개속의 불빛 - 파나바르코다 라자이
- 얼동 - 양진
- 잘라이누르 - 자오예
- 장례식의 멤버 - 백승빈
- 더 클래스 - 로랑 캉테

### 선재상
- 아들의 여자 - 홍성훈 수상
- 꼬마 안동 - 롬멜 톨렌티노 수상

### 넷팩상 (아시아영화진흥기구상)
- 장례식의 멤버 - 백승빈 수상
- 민둥산 - 김소영 수상

### 국제영화평론가 협회상
- 잘라이누르 - 자오예 수상

### KNN 관객상
- 100 - 크리스 마르티네즈 수상

### 비프 메세나상
- 워낭소리 - 이충렬 수상
- 멘탈 - 소다 카즈히로 수상

### 갈라 프레젠테이션
- 다다의 춤 - 장위엔
- 동사서독 리덕스 - 왕가위
- 시집 - 손수범

### 아시아영화의 창
- 12 연화 - 로이스톤 탄
- 개종 - 야스민 아흐마드
- 걸어도 걸어도 - 고레에다 히로카즈
- 경박한 일상 - 펑하오샹
- 고해 - 루엘 다히스 안티푸에스토
- 구구는 고양이다 - 이누도 잇신
- 구월풍 - 임서우
- 굿' 바이: Good & Bye - 타키타 요지로
- 기장 아부라에드 - 아민 마탈카
- 나를 둘러싼 것들 - 하시구치 료스케
- 나비 - 장초치
- 남쪽 바다의 노래 - 마랏 사룰루
- 노면주차 - 청몽홍
- 달을 기다리는 올빼미 - 아자르 루딘
- 참새들의 합창 - 마지드 마지디
- 두발로 걷는 말 - 사미라 마흐말바프
- 리버 피플 - 지엔준 허
- 마이 매직 - 에릭 쿠
- 먀오 먀오 - 쳉 샤오체
- 무당의 춤 - 구카 오마로바
- 뱀에게 피어싱 - 니나가와 유키오
- 빨간 밴을 사랑한 여자 - 까오 티엔 외 1명
- 산의 사랑하는 당신 - 이시이 카츠히토
- 살육의 시간 - 난디타 다스
- 서비스 - 브릴얀테 멘도사
- 소년과 바다 - 람틴 라바피포
- 실크 사리 - 프리야다샨
- 아기 천사 - 조엘 루이즈
- 아델라 - 아돌포 알릭스 주니어
- 아빠와 함께 - 다니아르 살라맛
- 아이가 아이를 낳다 - 하기우다 코지
- 악당들의 축제 - 판 지안린
- 우물 바닥에 비친 달빛 - 응유엔 빈 손
- 유르타 - 아웁 샤코비티노프
- 접경지역의 람찬드 - 메흐린 잡바르
- 하이자오 7번지 - 웨이 더솅
- 제르말 - 라비 L. 바르와니
- 제이 - 프란시스 파시온
- 좌절금지! - 양야체
- 참새 - 두기봉
- 타한 - 수류탄을 쥔 소년 - 산토시 쉬반
- 테헤란의 외로운 선율 - 사만 살루르
- 판촉 - 여준한
- 퍼펙트 라이프 - 당효백
- 페산트렌 - 누르만 하킴
- 플라스틱 시티 - 유릭와이
- 픽션 - 몰리 수리아
- 하늘에 핀 꽃 - 프라사나 비타나게

### 한국영화의 오늘 - 파노라마
- 강철중: 공공의 적 1-1 - 강우석
- 그 남자의 책 198쪽 - 김정권
- 님은 먼곳에 - 이준익
- 미쓰 홍당무 - 이경미
- 히말라야 - 바람이 머무는 곳 - 전수일
- 밤과 낮 - 홍상수
- 슈퍼맨이었던 사나이 - 정윤철
- 오이시맨 - 김정중
- 우리생애 최고의 순간 - 임순례
- 좋은 놈, 나쁜 놈, 이상한 놈 - 김지운
- 지금, 이대로가 좋아요 - 부지영
- 추격자 - 나홍진

### 한국영화의 오늘 - 비전
- 고갈 - 김곡
- 그녀들의 방 - 고태정
- 똥파리 - 양익준
- 마녀의관 - 박진성
- 민둥산 - 김소영
- 약탈자들 - 손영성
- 지구에서 사는 법 - 안슬기
- 푸른강은 흘러라 - 강미자

### 한국영화회고전
- 돼지꿈 - 한형모
- 순애보 - 한형모
- 언니는 말괄량이 - 한형모
- 여사장 - 한형모
- 운명의 손 - 한형모
- 자유부인 - 한형모
- 청춘 쌍곡선 - 한형모
- 반금련 - 김기영
- 하녀 - 김기영

### 월드 시네마
- $9.99 - 타티아 로젠탈
- 35 럼샷 - 클레어 드니
- 7일장 - 로니트 엘카베츠
- 가일 - 크리스티나 부오지테
- 꿈에서 깨어 - 프레디 마스 프란케사
- 나에게 자유를 - 아라쉬 T. 리아히
- 내 안의 이방인 - 에밀리 아테프
- 내안의 사막 - 로드리고 플라
- 누신젠 하우스 - 라울 루이즈
- 델타 - 코르넬 문드럭초
- 돌아온 탕아 - 아르센 아자티안 외 1명
- 딘 스팬리 - 토아 프레이저
- 또 다른 남자 - 리오넬 바이에르
- 라스베가스의 꿈 - 아미르 나데리
- 램브란트의 심판 - 피터 그리너웨이
- 로나의 침묵 - 장 피에르 다르덴
- 리버풀 - 리산드로 알론소
- 리버풀의 추억 - 테렌스 데이비스
- 먼고 호수 - 조엘 앤더슨
- 밤 올빼미 - 미카엘라 파브라토바
- 보복 - 괴츠 스필만
- 분멸없는 행동 - 루벤 외스트룬드
- 빅토리아 - 안나 카리나
- 빗속의 산드린 - 토니오 잔가르디
- 사라진 제국 - 카렌 샤흐나자로프
- 사랑 후에 남겨진 것들 - 도리스 되리
- 사랑의 4중주 - 세르게이 모크리츠키
- 사자굴 - 파블로 트라페로
- 삶의 서른세장면 - 마우고시카 슈모프스카
- 새벽의 경계 - 필립 가렐
- 세 남자 - 미카 카우리스마키
- 세상의 새벽 - 압바스 파델
- 수치 - 스티브 제이콥스
- 순회공연 - 고란 마르코비치
- 스물 일곱살의 록스타 - 에리카 던튼
- 스크래치 - 미할 로사
- 신은 병들었는가 - 프란코 브로지 타비아니
- 신의 사무실 - 클레어 사이먼
- 쓰리 몽키스 - 누리 빌게 제일란
- 애모 - 아톰 에고얀
- 어머니와 딸 - 칼 베사이
- 엄마는 미용실에 계세요 - 레아 폴
- 엄마의 장례식 - 애너 치
- 열망(영어판) - 크리스티안 페촐트
- 영원한 순간 - 얀 트로엘
- 오슬로의 이상한 밤 - 벤트 하머
- 운수 좋은 날 - 페르잔 오즈페텍
- 웬디와 루시 - 리처드 켈리
- 웰컴 홈 - 장 자비에 드 레스트라드
- 일 디보 - 파올로 소렌티노
- 잃어버린 노래 - 르도리크 장
- 젠의 이야기 - 프랑수아 롯제
- 조니 매드 독 - 장 스테판 소베르
- 좋은 인생 - 안드레스 우드
- 착한 소녀 - 줄리엣 가르시아
- 쿠카 씨의 충고 - 다리우스 가예브스키
- 크리스마스 이야기 - 아르노 데플레생
- 타인의 아들 - 아르센 안톤 오스토이치
- 태양의 그림자 - 데이비드 록세비지
- 트리옴프 - 마이클 레번
- 프로즌 리버 - 코트니 헌트
- 해피 고 럭키 - 마이크 리
- 희소식 - 에레나 타베르나
- 호수 - 필립 그랑드리외
- 헬렌 - 크리스틴 몰리
- 프랑세즈 - 수아드 엘 부아티
- 판도라의 상자 - 예심 우스타오글루

### 플래시 포워드
- 결혼식 소동 - 발디스 오스카즈도티르
- 내 마음의 풍경 - 필립 페르낭데즈
- 레프트 - 프라우케 탄
- 비포 투모로우 - 매들린 피우주크 이발루
- 소매치기 - 바쿠르 바쿠라드제
- 애프터스쿨 - 안토니오 캠포스
- 이방인 - 아네마리 야씨르
- 탁구는 나의 힘 - 얀스 욘손
- 헝거 - 스티브 맥퀸
- 힌드미스 - 안드레이 슬라바코프

### 와이드 앵글
- 3 x FTM - 김일란
- 개종자 - 콩 리티 외 1명
- 갸르송 - 주보정
- 검은 명찰 - 최정민
- 고기 도시 - 정경록
- 고함 - 배종대
- 공성계 - 지단
- 기억되어지다 - 김준헌
- 기차를 세워주세요 - 한지혜
- 길 - 김준호
- 끝나지 않은 전쟁 - 김동원
- 누가 우리 아이들을 죽였나 - 판 지안린
- 꼬마 안동 - 롭멜 톨렌티노
- 나 번개 맞았어 - 데이비드 김
- 나는 알고있다 - 얀 치트코비치
- 나탸샤 - 김주리
- 농민가 - 윤덕현
- 농민약국 - 김태일
- 댄서의 꿈 - 사바 드완
- 도시의 풍경 - 호아오 피게이라스
- 또 다른 행성 - 페렌츠 몰도바니
- 로(路)인 - 권현주
- 르네 - 헬레나 트레슈티코바
- 리서치 - 손광주
- 마이 사스 러버 - 로이스톤 탄
- 마지막 인어들 - 리즈 채
- 멘탈 - 소다 카즈히로
- 문디 - 정해심
- 미로아 - 황하나
- 미스터 라이트 - 베니 라우
- 바람이 불어오는 곳 - 이마리오
- 봄에 피어나다 - 정지연
- 부처의 미소 - 디셰노프 바이르
- 분필 - 싯다르트 신야
- 비(雨) - 문원립
- 산들바람 - 키이치 다가와
- 샘터분식 - 태준식
- 선거주자 - 캐롤라인 서
- 소년, 소년을 만나다 - 김조광수
- 스톤즈 - 라일라 피칼니나
- 신도림행 막차 - 김성환
- 신만이 아신다 - 마크 V. 리예스
- 아들의 여자 - 홍성훈
- 아메리칸 앨리 - 김동령
- 얼음 위의 자유 - 이반 바르보사
- 엘리베이터 - 알리 카림
- 여름 오후 - 호 위딩
- 오월상생 - 전승일
- 올드 랭 사인 - 소준문
- 우공이산 - 조안나 아롱
- 워낭소리 - 이충렬
- 유토피아 - 왕이런
- 인디아 영화 - 위베르 뇨그레
- 인종차별과 전쟁 - 대니 터켄 외 다수
- 잔(殘)소리 - 최정열
- 제불찰씨 이야기 - 곽인근 외 다수
- 지휘자들 - 안디바티아르 유숩
- 코피 - 수하오런
- 태백, 잉걸의 땅 - 김영조
- 터널의 끝 - 장영치
- 트랜스 번호: 미정 - 이은진
- 티벳의 불꽃 - 마코타 사사
- 파티 - 로키에 타바콜리 게르데파라마즈지
- 팬더 다이어리 - 타다시 모리
- 피스 미션 - 도로테 베너
- 하이브리드 - 김새노
- 한밤중에 생긴일 - 아툴 사바르왈
- 할아버지와 누나와 나 - 샬롯 림
- 화장터의 아이들 - 라제쉬 잘라

### 오픈 시네마
- 고모라 - 마테오 가로네
- 노스페이스 - 필립 슈톨츨
- 랑카수카의 여왕 - 논지 니미부트르
- 스카이 크롤러 - 오시이 마모루
- 스톤 오브 데스티니 - 찰스 마틴 스미스
- 와인 미라클 - 랜달 밀러
- 해피 플라이트 - 야구치 시노부

### 미드나잇 패션
- 무서운 행복 - 헨리크 루벤 겐즈
- 버튼맨 - 조치엔
- 서베일런스 - 제니퍼 챔버스 린치
- 리리글루우스 - 래리 찰스
- 악몽탐정 2 - 츠카모토 신야
- 오로치 - 츠루타 노리오
- 오해의 눈빛 - 세르지오 루비니
- 이스케피스트 - 루퍼트 와이어트
- 인주 - 바벳 슈로더
- 장 클로드 반담 - 마브룩 엘 메크리
- 카멜레온 - 사카모토 준지
- 템플 기사단 - 피터 플린스

### 애니 아시아!
- 낙 - 나타퐁 랏타나촉시리쿤
- 마법사 가투 - 싱이탐 스리니마사 라오
- 마주 - 린 스렌
- 부닥 라폭 - 안와르디 자밀
- 부처의 일생 - 크리스만 와타나나롱
- 새벽을 기다리는 노래 - 필 미첼
- 아이스(영어판) - 코바야시 마코토
- 파인딩 노스 - 민경조
- 우르두자 - 라몬 엔티엔자
- 하누만의 귀한 - 아누락 가쉬얍

### 특별전
- 굿모닝 바빌론 - 타비아니 형제
- 로렌조의 밤 - 타비아니 형제
- 밤에도 태양이 - 타비아니 형제
- 종달새 농장 - 타비아니 형제
- 친화력 - 타비아니 형제
- 카오스 - 타비아니 형제
- 빠드레 빠드로네 - 타비아니 형제
- 피오릴레 - 타비아니 형제
- 기묘한 피크닉 - 아드리안 시타루
- 길 위의 비즈니스 - 크리스티 푸이유
- 내겐 너무 멋진 서쪽 나라 - 크리스티안 문주
- 리비우의 꿈 - 코르넬리우 포룸보이우
- 마릴레나 - 크리스티앙 네메스쿠
- 메가트론 - 마리안 크리산
- 수영하기 좋은 날 - 보그단 무스타타타
- 암호명 - 라두 문틴
- 어느 일요일 - 라두 쥬드
- 크로싱 데이트 - 안카 다미안
- 트래픽 - 카탈린 미투레스쿠
- 플라워 브리지 - 토마스 치우레이
- 가면라이더: 더 퍼스트 - 나가이시 타카오
- 수퍼 히어로 끄리쉬 - 라케쉬 로샨
- 다르나 - 페크 갈라가 외 1명
- 다르나 아자이브 - 릴릭 수지오
- 머큐리맨 - 반디드 통디
- 슈퍼 인프라맨 - 샨화
- 월광가면 - 코바야시 츠네오
- 치착맨 2 - 유스리 압둘 하림
- 캡틴 바벨 - 맥 C. 알레한드레
- 홍길동전 - 신동헌
- 9808 - 애드윈 외 다수
- 뭄바이 커팅 - 아누락 카쉬얍 외 다수
- 사랑의 연대기 - 웡칭포 외 다수
- 사색공포 - 용유스 통콘턴
- 시선 1318 - 김태용 외 다수
- 연꽃의 노래 - 니아 디나타 외 다수
- ABC 단편영화 - 최양일 외 다수